# 大島康樹
大島 康樹（おおしま こうき、1996年5月30日 - ）は、埼玉県出身のサッカー選手。Jリーグ・ヴァンフォーレ甲府所属。ポジションは、フォワード、ミッドフィールダー。

## 経歴

### プロ入り前
小学校4年時の2006年、FCアビリスタから柏レイソルの下部組織に加入。全日本少年サッカー大会（2008年）、高円宮杯全日本ユース(U-15)サッカー選手権大会（2011年）といった育成年代の主要大会で得点王を獲得し、2012年にはU-16日本代表に初選出された。2013年に参加した国際クラブユーストーナメント・ダラスカップでは、クルブ・アメリカ戦でハットトリックを記録したほか、オールボーBK戦で2得点、マンチェスター・ユナイテッドFC戦、フラムFC戦で各1得点を挙げ、計7得点の活躍で日本勢初の決勝進出に大きく貢献した。
2014年1月のコパ・サンパウロ・ジ・フチボウ・ジュニオールでは、グループリーグのサンパウロFC戦、グレミオ・バルエリ戦、アウト・エスポルテ・クルーベ戦で3試合連続ゴールを達成し、国外招待クラブとしては大会史上初の決勝トーナメント進出を果たす原動力となり、地元ブラジルのメディアからも注目を集めた。同年5月にはトップチームに2種登録され、7月12日の天皇杯2回戦ファジアーノ岡山ネクスト戦で公式戦初出場・初得点を記録。10月26日のJ1第30節ベガルタ仙台戦でJリーグデビューを果たした。

### プロ入り後
2015年、同期の中山雄太と共にトップチームへ昇格。しかしトップチームでは出場機会に恵まれず。
2016年8月にカターレ富山へ育成型期限付き移籍した。同年9月17日のJ3第22節Y.S.C.C.横浜戦で、富山のJリーグ通算300ゴール目となる移籍後初得点を決めた。
2017年は柏に復帰したものの、リーグ戦では出場機会がなく、シーズン終了後に契約満了により退団することが発表された。
2018年3月、栃木SCに加入並びにザスパクサツ群馬に育成型期限付移籍すると発表された。6月1日、第11節のFC東京U-23戦ではハットトリックをきめて勝利に貢献した。 シーズン終了後、栃木へ復帰。

## 所属クラブ
- FCアビリスタ（川口市立芝小学校）
- 2006年 - 2008年 柏レイソルU-12（川口市立芝小学校）
- 2009年 - 2011年 柏レイソルU-15（川口市立芝東中学校）
- 2012年 - 2014年 柏レイソルU-18（柏日体高等学校）
  - 2014年 柏レイソル（2種登録選手）
- 2015年 - 2017年  柏レイソル
  - 2015年  Jリーグ・アンダー22選抜
  - 2016年8月 - 同年12月  カターレ富山（期限付き移籍）
- 2018年3月 - 2024年  栃木SC
  - 2018年3月 - 同年12月 ザスパクサツ群馬（期限付き移籍）
- 2025年 -  ヴァンフォーレ甲府

## 個人成績
| 国内大会個人成績 | 国内大会個人成績 | 国内大会個人成績 | 国内大会個人成績 | 国内大会個人成績 | 国内大会個人成績 | 国内大会個人成績 | 国内大会個人成績 | 国内大会個人成績 | 国内大会個人成績 | 国内大会個人成績 | 国内大会個人成績 |
| 年度             | クラブ           | 背番号           | リーグ           | リーグ戦         | リーグ戦         | リーグ杯         | リーグ杯         | オープン杯       | オープン杯       | 期間通算         | 期間通算         |
| 年度             | クラブ           | 背番号           | リーグ           | 出場             | 得点             | 出場             | 得点             | 出場             | 得点             | 出場             | 得点             |
| 日本             | 日本             | 日本             | 日本             | リーグ戦         | リーグ戦         | リーグ杯         | リーグ杯         | 天皇杯           | 天皇杯           | 期間通算         | 期間通算         |
| ---------------- | ---------------- | ---------------- | ---------------- | ---------------- | ---------------- | ---------------- | ---------------- | ---------------- | ---------------- | ---------------- | ---------------- |
| 2014             | 柏               | 34               | J1               | 1                | 0                | 1                | 0                | 1                | 1                | 3                | 1                |
| 2015             | 柏               | 31               | J1               | 1                | 0                | 1                | 0                | 0                | 0                | 2                | 0                |
| 2016             | 柏               | 31               | J1               | 1                | 0                | 0                | 0                | -                | -                | 1                | 0                |
| 2016             | 富山             | 34               | J3               | 5                | 1                | -                | -                | 1                | 0                | 6                | 1                |
| 2017             | 柏               | 24               | J1               | 0                | 0                | 4                | 0                | 1                | 0                | 5                | 0                |
| 2018             | 群馬             | 27               | J3               | 29               | 10               | -                | -                | 1                | 0                | 30               | 10               |
| 2019             | 栃木             | 19               | J2               | 18               | 1                | -                | -                | 2                | 0                | 20               | 1                |
| 2020             | 栃木             | 19               | J2               | 35               | 1                | -                | -                | -                | -                | 35               | 1                |
| 2021             | 栃木             | 19               | J2               | 30               | 1                | -                | -                | 1                | 0                | 31               | 1                |
| 2022             | 栃木             | 19               | J2               | 21               | 0                | -                | -                | 2                | 0                | 23               | 0                |
| 2023             | 栃木             | 19               | J2               | 28               | 7                | -                | -                | 3                | 2                | 31               | 9                |
| 2024             | 栃木             | 19               | J2               | 35               | 5                | 0                | 0                | 0                | 0                | 35               | 5                |
| 2025             | 甲府             | 29               | J2               |                  |                  |                  |                  |                  |                  |                  |                  |
| 通算             | 日本             | 日本             | J1               | 3                | 0                | 6                | 0                | 2                | 1                | 11               | 1                |
| 通算             | 日本             | 日本             | J2               | 167              | 15               | 0                | 0                | 8                | 2                | 175              | 17               |
| 通算             | 日本             | 日本             | J3               | 34               | 11               | -                | -                | 2                | 0                | 36               | 11               |
| 総通算           | 総通算           | 総通算           | 総通算           | 204              | 26               | 6                | 0                | 12               | 3                | 222              | 29               |

- 2014年は2種登録選手として出場。

| 国際大会個人成績 | 国際大会個人成績 | 国際大会個人成績 | 国際大会個人成績 | 国際大会個人成績 |
| 年度             | クラブ           | 背番号           | 出場             | 得点             |
| AFC              | AFC              | AFC              | ACL              | ACL              |
| ---------------- | ---------------- | ---------------- | ---------------- | ---------------- |
| 2015             | 柏               | 31               | 1                | 0                |
| 通算             | AFC              | AFC              | 1                | 0                |

その他の公式戦
| 2015   | J-22   | -      | J3     | 12 | 1 | 12 | 1 |
| 通算   | 日本   | 日本   | J3     | 12 | 1 | 12 | 1 |
| 総通算 | 総通算 | 総通算 | 総通算 | 12 | 1 | 12 | 1 |

### 出場歴
- 公式戦初出場・初得点 - 2014年7月12日 天皇杯2回戦 ファジアーノ岡山ネクスト戦（日立柏サッカー場）
- Jリーグ初出場 - 2014年10月26日 J1第30節 ベガルタ仙台戦（ユアテックスタジアム仙台）
- Jリーグ初得点 - 2015年6月7日 J3第15節 ガイナーレ鳥取戦（とりぎんバードスタジアム）

## タイトル

### クラブ
柏レイソルU-15
- 関東ユース (U-15)サッカーリーグ : 2011年

柏レイソルU-18
- 高円宮杯U-18サッカーリーグ プレミアリーグEAST : 2014年

柏レイソル
- スルガ銀行チャンピオンシップ : 2014年

### 個人
- 全日本少年サッカー大会 得点王 : 2008年
- 日本クラブユースサッカー選手権(U-15)大会 優秀選手 : 2011年
- 高円宮杯全日本ユース(U-15)サッカー選手権大会 得点王 : 2011年

## 代表歴
- U-16日本代表
  - 2012年 - カスピアンカップ[1] （4試合1得点）
- U-18日本代表
  - 2014年 - スロバキアカップ[18] （4試合2得点）